# Bălgarovo
Bălgarovo (în bulgară Българово) este un oraș din partea de est a Bulgariei, în Regiunea Burgas. Aparține administrativ de Comuna Burgas. La recensământul din 2001 avea 2236 locuitori. Oraș din 1974.

## Demografie
Componența etnică a orașului Bălgarovo
     Bulgari (69,43%)
     Nicio identificare (29,91%)
     Altele (0,64%)
La recensământul din 2011, populația orașului Bălgarovo era de 1.695 locuitori. Din punct de vedere etnic, majoritatea locuitorilor (69,43%) erau bulgari. Pentru 29,91% din locuitori nu este cunoscută apartenența etnică.